# Alexandru Poenaru
Alexandru Poenaru (n. 1890 – d. 1974) a fost un general român, care a luptat în cel de-al Doilea Război Mondial. În 1952, Alexandru Poenaru a fost condamnat la 20 de ani de închisoare pentru crime de război dar a fost eliberat în 1956 și reabilitat în 1966. 

## Cariera militară
A absolvit Școala de Ofițeri în 1912. A fost înaintat în 8 iunie 1936 la gradul de colonel.
Colonelul Poenaru a comandat un regiment în luptele de pe frontul antisovietic în cel de-al Doilea Război Mondial și a fost decorat pe 7 ianuarie 1942 cu Ordinul „Mihai Viteazul” cl. III-a „pentru modul strălucit cum a condus operațiunile dela 17/22 august 1941, pentru cucerirea puternicelor cazemate dela cota 58, capturând multe munițiuni și bogat material de războiu. Respinge cele patru contraatacuri puternice din zilele de 21-22 august 1941, cu mari pierderi pentru inamic, iar la 23-24 august 1941, la Est de limanul Adjalik, cucerește rând pe rând pozițiile puternic organizate și apărate, capturând mulți prizonieri și material. Regimentul său, prin luptele sângeroase la baionetă, a fost primul din sector care a atins obiectivul final (malul Mării Negre)”.
Luându-se în considerare vechimea în grad și meritele militare dovedite pe câmpul de luptă, a fost înaintat în 24 ianuarie 1942 la gradul de general de brigadă.

## Decorații
- Ordinul „Steaua României” în gradul de ofițer (8 iunie 1940)[4]
- Ordinul Militar „Mihai Viteazul” clasa III-a (7 ianuarie 1942)[3]

## Legături externe
- en  Generals.dk